# 德州盲螈
德州盲螈（Eurycea rathbuni），地球上濒临灭绝的珍稀物种、世界珍稀保护生物之一。总数量约为1150只；除去150只是圈生饲养；其余一百只至一千只皆为野生。主要分布于美国西南部等地区。

## 主要特征
德州盲螈身体细长，长约20-30厘米左右。身体半透明略呈灰白色；三角形头部；扁平型唇；尾部突出长鳍；纤细四肢有五趾；趾间却无蹼。主要以小鱼虾蟹之类为食。终年生活在水底。

## 分布和栖息地
在德克萨斯州圣马科斯附近的圣马科斯断层收集了标本。成虫和未成熟幼虫非常适合在洞穴中的地下溪流中生活，许多可能栖息地就在收集者无法进入的深处。标本已在深水池中采集，电流最小，温度几乎平稳在21-22°C。该物种的第一批标本于1895年从新建的井中收集，该井从地表以下58米处抽水。